# 경주 열암곡 석불좌상
경주 열암곡 석불좌상(慶州 列岩谷 石佛坐像)은 대한민국 경상북도 경주시에 있는 석불이다. 1979년 1월 25일 경상북도의 유형문화재 제113호로 지정되었다.

## 개요
경상북도 경주시 내남면 노곡리의 절터에서 발견된 불상으로, 현재 머리 부분이 없는 상태이다.
신체는 늘씬한 편이고, 양 어깨에 걸쳐 입은 옷은 얇게 표현되었으며 옷주름은 비교적 세련된 모습이다. 왼손은 손바닥을 보이며 손끝이 위로 향하게 들고 있고, 무릎 위에 얹은 오른손은 손등이 보이면서 손끝은 땅을 향하게 하고 있다. 불상이 앉아 있는 대좌(臺座)의 아랫부분에는 아래로 향한 연꽃잎이 새겨져 있고, 윗부분에는 위로 향한 연꽃잎이 새겨져 있다.
대좌의 연꽃무늬 장식과 굴곡이 없이 늘씬한 신체, 옷주름의 세련된 기법 등으로 미루어 보아 통일신라시대인 8세기 말에서 9세기 초에 만들어진 작품으로 추정된다.

## 참고 자료
- 경주열암곡석불좌상 - 국가유산청 국가유산포털